# Jean Berthiaume
Pour les articles homonymes, voir Berthiaume.
Joseph Horace André Jean Berthiaume (Saint-Hyacinthe, 27 novembre 1915 – id., 26 janvier 2003) est un militaire canadien. Il a été décoré de l'Ordre de l'Empire britannique. Officier d'infanterie, il a atteint le grade de colonel et a occupé le poste de commandant au 1er bataillon du Royal 22e Régiment et de directeur de l'administration à la levée du Collège militaire royal de Saint-Jean. Il a rempli avec succès plusieurs missions à l'étranger et a été impliqué de près dans le programme des Cadets royaux de l'armée canadienne.

## Éducation
Jean Berthiaume est né à Saint-Hyacinthe, au Québec (Canada) le 27 novembre 1915. Il a fait des études au Séminaire de Saint-Hyacinthe où il obtient son baccalauréat ès arts. Il entreprend ensuite des études en chimie à l'Université de Montréal où il gradue (L.Sc.C.) en 1940.

## Avant la guerre
Alors que son père y servait déjà, Jean Berthiaume s'enrôle en 1936 dans le 84e Régiment de Saint-Hyacinthe. Il complète son entraînement de base et poursuit son ascension jusqu'au grade de sergent. Plus tard, il obtient sa commission d'officier et est promu lieutenant.
Il a épousé Denise Lapierre en avril 1940 à la Cathédrale de Saint-Hyacinthe.

## Seconde Guerre mondiale
Au moment où la guerre éclate, il continue à entraîner ses troupes à Saint-Hyacinthe. En 1941, il est muté dans la 7e Brigade d'infanterie canadienne et transféré au camp de Debert en Nouvelle-Écosse où les forces en renfort pour l'Europe séjournent avant d'embarquer pour l'Angleterre. En janvier 1943, on l'envoie étudier au Collège de commandement et d'état-major de l'armée canadienne à Kingston, après quoi il est transféré en Angleterre pour s'entraîner en vue du Jour J. Une fois débarqué en Normandie, comme O.E .-M.G 3 Opérations avec la 4e Brigade blindée du Canada, le capitaine Berthiaume participe aux opérations, orientant les troupes au sol selon les plans, principalement en appui à la 10e Brigade d'infanterie du Canada. Il sert ainsi jusqu'à la capitulation de l'Allemagne, puis il est muté dans la 1re Division du Canada.

## Après la guerre
Le 27 avril 1946, Jean Berthiaume est promu major à titre temporaire (grade confirmé le 22 novembre 1946) et muté aux Quartiers généraux de la Défense nationale à Ottawa comme O.É.-M.G. 2.
En 1948, après 3 ans à Ottawa, le major Berthiaume est étudiant résident à l'Université de Montréal pendant un an pour être ensuite muté à l'École de formation de l'armée canadienne (Canadian Army Training School) de Saint-Jean-sur-Richelieu au Québec qu'il commande jusqu'à ce que celle-ci soit transférée à Valcartier en 1952.
Demeuré à Saint-Jean, il contribue à bâtir le Collège militaire royal de Saint-Jean à titre de directeur de l'administration,,. Quelques jours après Noël 1952, le major Berthiaume contribue avec le colonel Lahaie, commandant du Collège, et le capitaine Gosselin à sauver de la noyade un garçon de quatre ans tombé dans l'eau glacée du Richelieu, exploit relaté par la presse locale,.
Le major Berthiaume est nommé commandant-adjoint du 2e bataillon du Royal 22e Régiment et quitte Saint-Jean-sur-Richelieu pour Valcartier en avril 1953. Presque aussitôt, il plie bagages et s'envole avec son bataillon pour l'Allemagne de l'Ouest dans le cadre de la contribution d'infanterie canadienne à l'OTAN. Aussitôt intégré à la 4e Brigade d'infanterie du Canada, le major Berthiaume prend part aux festivités du 10e anniversaire du Débarquement de Normandie en commandant le groupe canadien. En juillet 1954, il est promu au grade de lieutenant-colonel et est sélectionné pour devenir le représentant canadien au Grand quartier général des puissances alliées en Europe à Paris. De retour au Canada en 1957, le lieutenant-colonel Berthiaume prend le commandement du 1er Bataillon du Royal 22e Régiment jusqu'en 1960. Durant son commandement, lors de fonctions sociales, il sut faire partager la culture canadienne-française à ses visiteurs de marque à la Citadelle de Québec,.

Quittant Québec au début de l'été 1960, le lieutenant-colonel Berthiaume se rend en Palestine pour y œuvrer avec la mission Organisme des Nations unies chargé de la surveillance de la trêve (UNTSO). Peu de temps après son arrivée, il est sélectionné pour démarrer la mission des Nations unies au Congo (ONUC) à titre de le chef d'état-major de la mission,,,,,. Tout au long des six mois de la mission, le lieutenant-colonel Berthiaume a fait preuve d'un haut degré de professionnalisme, recevant des éloges pour sa conduite en tant que gardien de la paix,,.

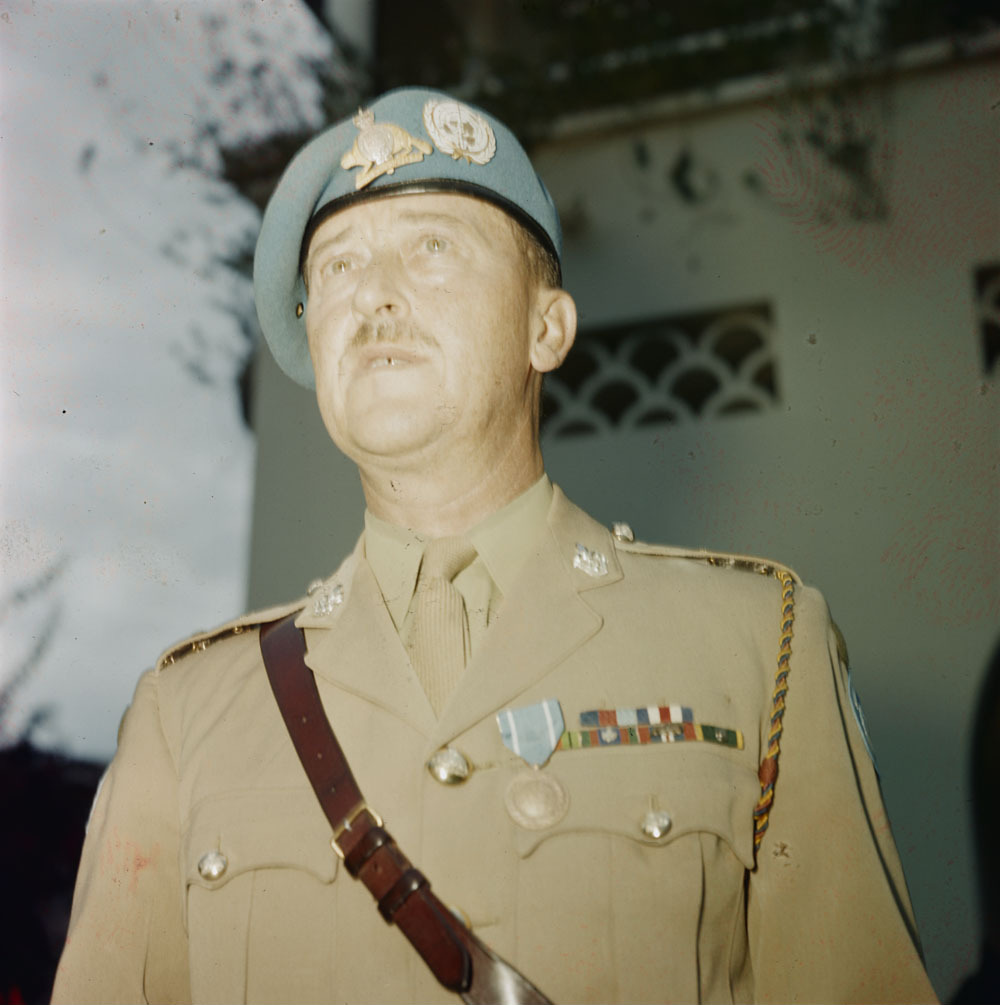
Lcol J.A. Berthiaume au Congo en 1960

De retour au Canada, il retourne au Collège de commandement et d'état-major de Kingston pendant un an puis est muté au quartier général du commandement du Québec de l'armée où il occupe le poste d'adjudant-général. Promu au rang de colonel en 1966, il occupe le poste de chef d'état-major du commandement puis commande le district ouest du commandement Québec de l'armée,,  jusqu'à sa retraite en 1968. Au cours de ces années, il commandant en même temps le camp des cadets royaux de Farnham jusqu'à sa fermeture en 1967.
En 1990, à la suite du décès de son prédécesseur, le Ltcol (H) Denis Chartier, le Col(ret) J.A Berthiaume assuma le rôle de colonel honoraire du 6e Bataillon Royal 22e Régiment  jusqu'en 1993. Son expérience et réseau professionnel procura au bataillon de nombreuses opportunités dont les membres du bataillon ont su tirer profit.

## Vie civile
À la fin de son service militaire, Jean Berthiaume entreprend une carrière avec la compagnie de textiles Wabasso, de Trois-Rivières (Québec) en tant que directeur des services d'opération, jusqu'à sa retraite en 1980. Durant cette période, il s'implique dans l'Association des manufacturiers du Canada où il est président du chapitre Saint-Maurice,.
Le Colonel (ret) Berthiaume était membre de la filiale #2 de la Légion royale canadienne où il occupa plusieurs postes et servit activement.
Le Colonel Berthiaume a toujours été actif avec le Collège militaire royal de Saint-Jean depuis sa création. Il a été reconnu comme bon golfeur lors des tournois-bénéfice annuels des anciens, et participait aux autres activités.
À Saint-Hyacinthe, il était un contributeur notable de la fondation de l'Hôpital Honoré-Mercier.

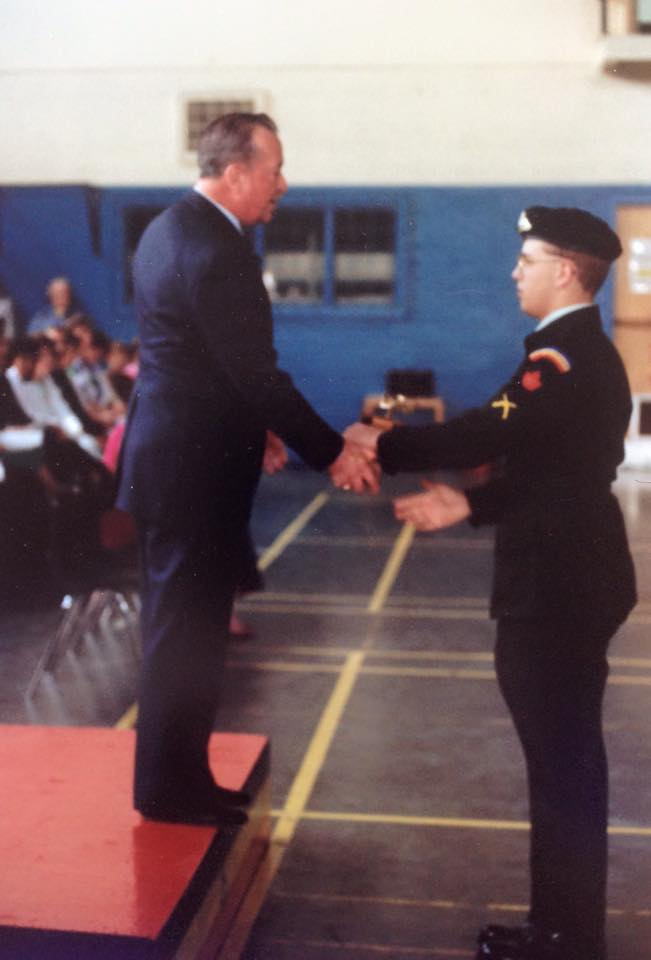
Col(ret) Berthiaume remettant une récompense à un cadet du Corps de Cadets No. 1

## Cadets de l'armée
Au cours des dernières années de sa carrière active, le Colonel Berthiaume commanda le camp des cadets de Farnham jusqu'à sa fermeture en 1967. Il mérita la médaille du centenaire du Canada pour son implication.
Il était particulièrement près du Corps de Cadets No.1 de sa ville natale. Vers le milieu des années 1990, il fait don de plusieurs instruments musicaux au Corps afin de créer une harmonie pour les jeunes. Tous à ce moment sont en accord à ce que l'harmonie porte son nom : la musique J.A. Berthiaume.

## Honneurs
Après la Seconde Guerre mondiale, Jean Berthiaume  a reçu la Citation à l'ordre du jour pour ses services galants et distingués,.
Pour son dévouement à la création du Collège Militaire Royal de Saint-Jean, le Colonel Berthiaume s'est vu octroyer un numéro de collège honoraire : H12878.
Le Colonel J.A. Berthiaume a été investi à l'Ordre de l'Empire britannique en 1962 pour ses compétences organisationnelles impressionnantes , initiative, ses habilités linguistique, sa capacité à négocier sans reproche ainsi que sa bravoure durant son service avec la mission ONUC au Congo,. Il fut le premier officier canadien à recevoir un tel hommage depuis la 2e guerre mondiale.

En 1969, il a été nommé au Très vénérable ordre de Saint-Jean à titre d'Officier. Plus tard en 1977, il est promu dans l'ordre au niveau Chevalier de l'Ordre. 

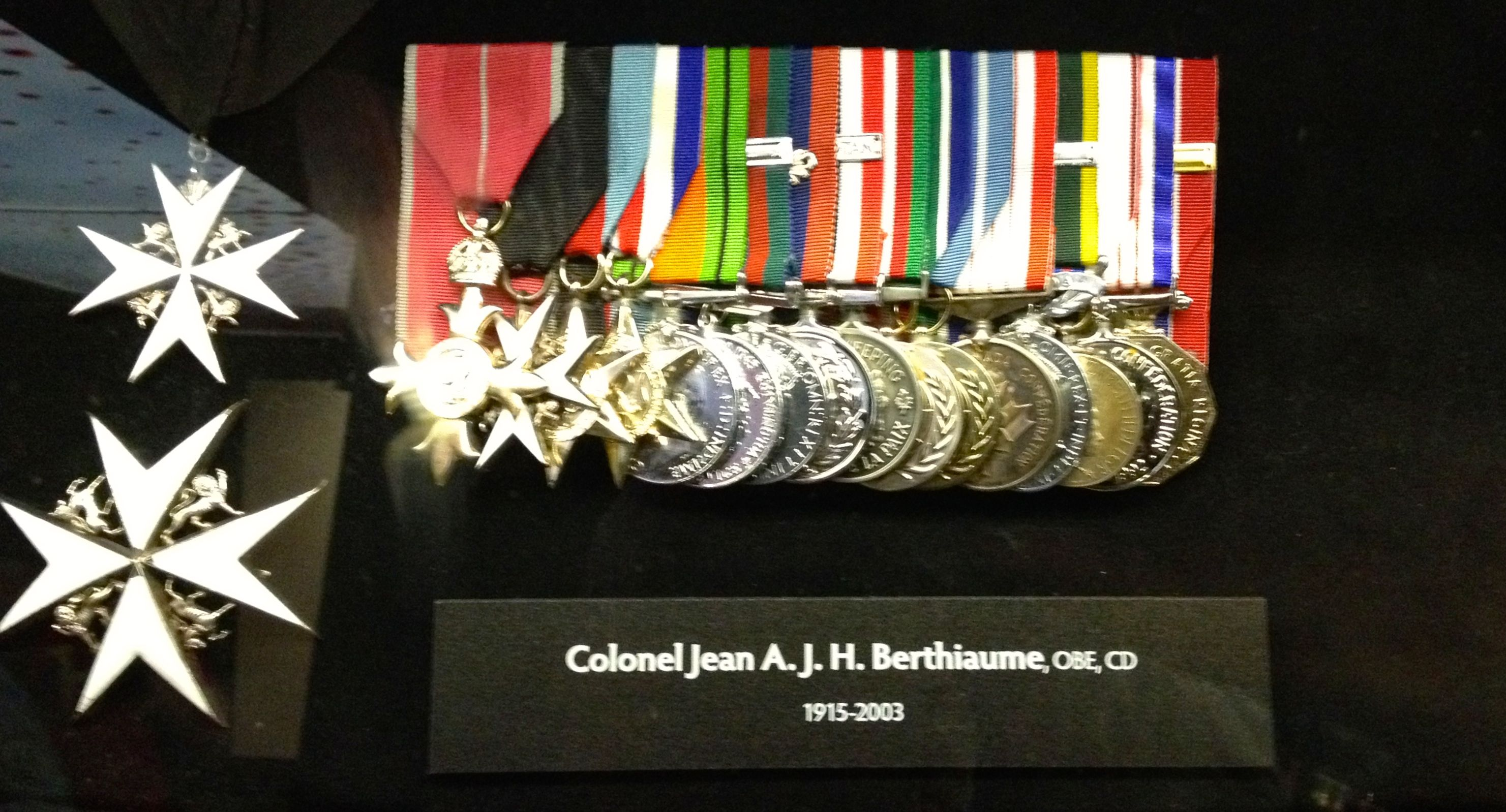
Médailles du Col J.A. Berthiaume

La ville de Saint-Hyacinthe en 2006, a consacré le nom du Colonel Berthiaume à une de ses rues : impasse J.-A.-Berthiaume.

## Dernier repos

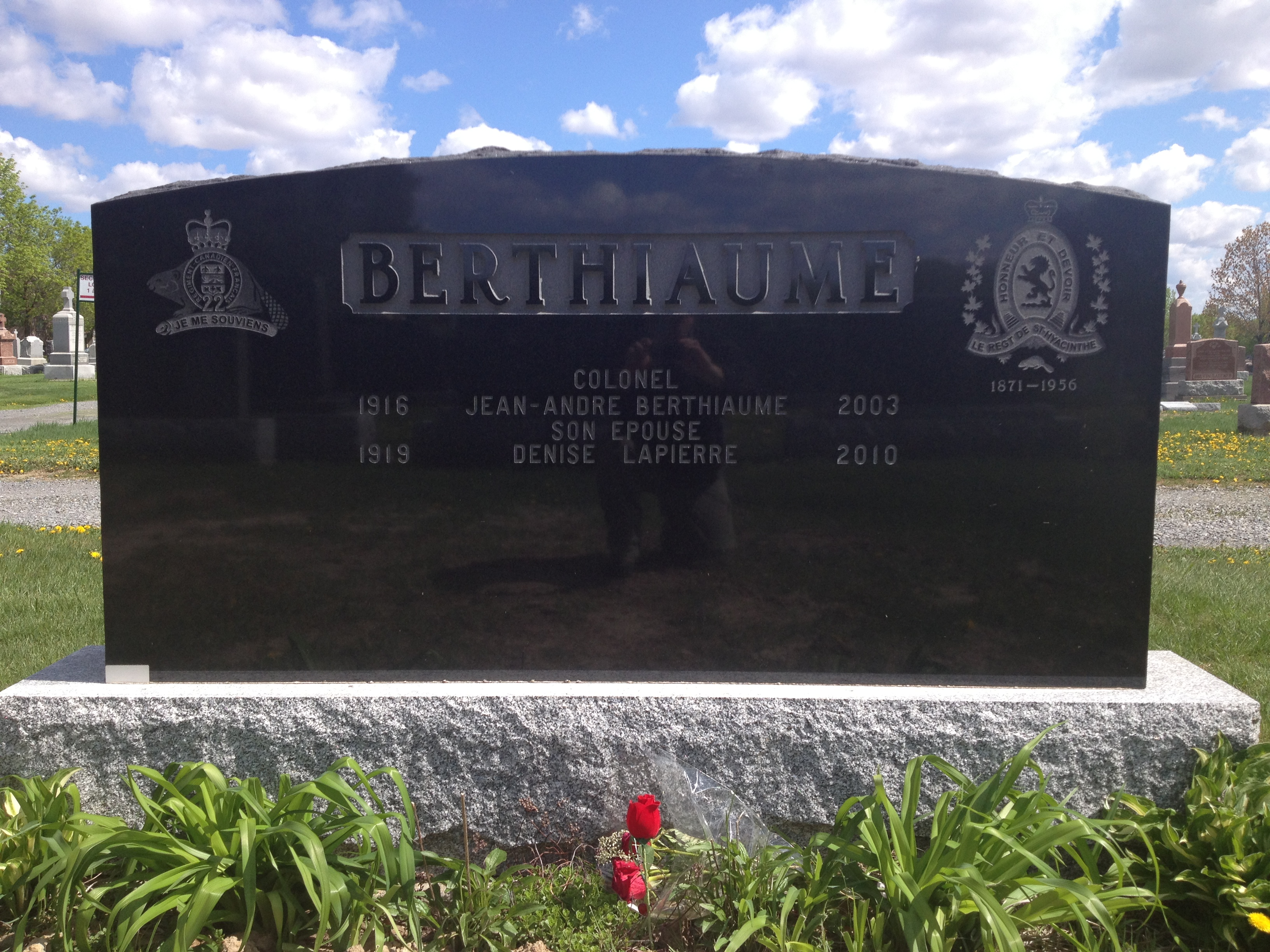
Pierre tombale du Colonel J.A. Berthiaume et sa femme Denise Lapierre à Saint-Hyacinthe

Le Colonel J.A. Berthiaume a été mis en terre à Saint-Hyacinthe en 2003 après des funérailles militaire en la Cathédrale de Saint-Hyacinthe. Il a été plus tard accompagné par sa femme Denise en 2010,.